# Osvaldo Baigorria
Osvaldo Germán Baigorria (Buenos Aires, 2 de diciembre de 1948) es un escritor, periodista y docente argentino.

## Trayectoria
Osvaldo Germán Baigorria nació el 2 de diciembre de 1948 en la ciudad de Buenos Aires, Argentina. Entre 1974 y 1993 residió en Perú, Costa Rica, México, Estados Unidos, España, Italia y Canadá. En este último país, fue traductor, asistente en programas de ayuda a refugiados latinoamericanos de la Argenta Society of Friends y miembro fundador de una comunidad rural en los bosques de las Montañas Rocosas, además de haber recibido allí becas de estudios canadienses para desarrollar proyectos de investigación sobre narrativas «aborígenes», «minorías» y «medios de comunicación». Escribió y participó en diversos medios, como las revistas 2001, Crisis, Cerdos y Peces, El Periodista, El Porteño, Ajo Blanco, Mutantia, Uno Mismo, Página/30, Ñ, El ojo mocho, Lote, La Mano y La Letra A, entre otras, y en los diarios Clarín, Página/12, Tiempo Argentino, El Independiente y El Mundo, entre otros.
Ha sido profesor titular del Taller Anual de la orientación Periodismo de la Facultad de Ciencias Sociales de la UBA

## Obra

### Novelas
- 1989: Llévatela, amigo, por el bien de los tres
- 2004: Correrías de un infiel
- 2021: El ladrido del tigre

### Cuentos
- 2018: Indiada

### Crónicas
- 2019: Estrés de pez

### Ensayos
- 1998: En pampa y la vía
- 2002: Georges Bataille y el erotismo
- 2003: Buda y las religiones sin Dios
- 2008: Anarquismo trashumante: crónicas de crotos y linyeras (reedición corregida de En pampa y la vía)
- 2012: Sobre Sánchez
- 2018: Postales de la contracultura
- 2023: Según

### Poesía
- 2017: "Poesía estatal"

## Dibujos
- 2021: "Pide tres deseos y te daré un título"

### Antologías
- 1995: Con el sudor de tu frente
- 1997: Prosa plebeya: ensayos, 1980-1992 (de Néstor Perlongher, en colaboración con Christian Ferrer)
- 2006: El amor libre
- 2006, 2022: Un barroco de trinchera: cartas a Baigorria, 1977-1986 (de Néstor Perlongher)
- 2014: Cerdos & porteños